# Кастел дел Рио
Кастел дел Рио (итал. Castel del Rio) је насеље у Италији у округу Болоња, региону Емилија-Ромања.
Према процени из 2011. у насељу је живело 731 становника. Насеље се налази на надморској висини од 222 м.

## Становништво
| 1951. | 1961. | 1971. | 1981. | 1991. | 2001. | 2011. |
| ----- | ----- | ----- | ----- | ----- | ----- | ----- |
| 2.831 | 2.010 | 1.331 | 1.153 | 1.095 | 1.252 | 1.230 |